# Rarities
A Rarities című album a svéd Roxette 1995. február 18-án megjelent albuma, melyet az EMI kiadó kizárólag Délkelet-Ázsiában, és Dél-Amerikában jelentette meg. A lemez korábban kiadott B. oldalas dalokból, demókból, és remixekből áll, valamint a duó 1993. évi MTV Unplugged előadásaiból. Az albumból több mint 1 millió példányszámot adtak el.

## Az album dalai
Az albumot kizárólag Latin-Amerikában, és Délkelet-Ázsiában adták ki, és megjelenése egybeesett ezeken a területeken az együttes "Crash! Boom! Bang!" turné időpontjaival. A Vulnerable az első és egyetlen kimásolt kislemez az albumról, mely a duó Crash! Boom! Bang! című stúdióalbumán is szerepel. A lemez négy, korábban ki nem adott remixet tartalmaz, köztük a Fingertips '93 Chris Lord Alge US single remixét, melynek eredetije a Tourism egyik kimásolt kislemeze. A Dressed for Success és a Fireworks remixét, melyet a brit Jesus Jones nevű rock együttes készített. Hallható még egy remix a Spending My Time című dalból, melyet Clarence Öfwerman és Anders Herrlin készített MC King Carli és Dr. Renault álnéven, és az "Electric Dance Remix" nevet kapta. Korábban mindegyik megjelent már kislemezen is.
Az album tartalmaz két korábban megjelent olyan dalt is, melyet önálló kislemezként nem jelentettek meg, csupán B. oldalas dalok voltak. A "The Voice" a Dressed for Success című kislemez B. oldalaként jelent meg. A The Sweet Hello, The Sad Goodbye pedig az 1991-es Spending My Time B. oldalán volt hallható. Ugyanebben az évben Thomas Anders – a Modern Talking egyik tagja, megjelentette a dalt kislemezen,és hallható volt saját szólóalbumán is a "Whispers" címűn. A dalt Laura Branigan is feldolgozta 1993-ban, mely "Over My Heart" című albumán hallható. A lemezre az Almost Unreal című dal korábban ki nem adott demó változata is helyet kapott, valamint egy szintén korábban nem publikált dal a "One Is Such a Lonely Number" című felvétel, mely korábban a The Big L. című kislemezen jelent meg. Az album további három felvételt tartalmaz. A "Joyride" a "The Look" és a "Dangerous" unplugged változatát ,melyet 1993. január 9-én rögzítettek az MTV Unplugged című műsorba Stockholmban. Az MTV Unplugged sorozatának többi felvétele nem került kiadásra a "The Rox Box / Roxette 86-06" című boxkiadásáig.

## Számlista
Az összes dalszöveg szerzője Per Gessle; az összes szám szerzője Gessle, kivéve a "Spending My Time" című dalt, melyet Gessle és Mats MP Persson közösen írtak..
| 1.    | Vulnerable (Single Version)                        | Clarence Öfwerman                               | 4:30 |
| 2.    | Fingertips '93                                     | Öfwerman                                        | 3:42 |
| 3.    | Dressed for Success (US Single Mix)                | Öfwerman Chris Lord-Alge } Sablon:Ref           | 4:53 |
| 4.    | Joyride (from MTV Unplugged)                       | Per Gessle Marie Fredriksson Öfwerman           | 5:35 |
| 5.    | The Look (from MTV Unplugged)                      | Gessle Fredriksson Öfwerman                     | 5:11 |
| 6.    | Dangerous (from MTV Unplugged)                     | Gessle Fredriksson Öfwerman                     | 2:13 |
| 7.    | The Sweet Hello, the Sad Goodbye                   | Öfwerman                                        | 4:49 |
| 8.    | The Voice                                          | Öfwerman                                        | 4:27 |
| 9.    | Almost Unreal (Demo, February 1993)                | Gessle                                          | 3:25 |
| 10.   | Fireworks (Jesus Jones Remix)                      | Öfwerman Jesus Jones Sablon:Ref                 | 4:11 |
| 11.   | Spending My Time (Electric Dance Remix)            | Öfwerman Öfwerman Sablon:Ref Herrlin Sablon:Ref | 5:27 |
| 12.   | One Is Such a Lonely Number (Demo, September 1987) | Öfwerman                                        | 2:33 |
| 53:10 |                                                    |                                                 |      |

Megjegyzés
- ↑ a [a]  remixer.

## Slágerlista
| Slágerlista (1995) | Legjobb helyezés |
| ------------------ | ---------------- |
| Japán (Oricon)     | 17               |

## Kiadási előzmények
| Régió     | Dátum             | Formátum | Label       | Katalógusszám # |
| --------- | ----------------- | -------- | ----------- | --------------- |
| Thaiföld  | 1995. február 10. | CD MC    | EMI         | 368 832277-2    |
| Malajzia  | 1995. február 10. | CD MC    | EMI         | 368 832277-2    |
| Indonézia | 1995. február 10. | CD MC    | EMI         | 368 832277-2    |
| Tajvan    | 1995. február 17. | CD MC    | EMI         | 368 832277-2    |
| Japán     | 1995. február 17. | CD MC    | Toshiba EMI | TOCP-8488       |
| Brazília  | 1995. április 5.  | CD MC    | EMI         | 832277-2        |
| Chile     | 1995. április 5.  | CD MC    | EMI         | 832277-2        |
| Argentína | 1995. április 5.  | CD MC    | EMI         | 832277-2        |